# Krzysztof Kosim
Krzysztof Kosim (ur. ok. 1950) – polski siatkarz.

## Kariera
W 1969 ukończył Technikum Mechaniczne w Sanoku z tytułem technika mechanika o specjalności obróbka skrawaniem (w jego klasie był m.in. Marian Szczerek). Podczas nauki szkolnej był zawodnikiem siatkarskiego zespołu Międzyszkolnego Klubu Sportowego „Zryw” Sanok, prowadzonego przez trener Wandę Lichnowską, który w styczniu 1969 zdobył mistrzostwo juniorów okręgu rzeszowskiego, w lutym 1969 wygrał turniej półfinałowy rozegrany w Sanoku, po czym w marcu 1969 zwyciężył w turnieju finałowym w Przemyślu zdobywając złoty medal mistrzostw Polski juniorów w 1969 (w decydującym meczu Zryw pokonał MKS MDK Warszawa 3:2).
Od 1969 przez 12 sezonów występował w barwach Resovii, rozgrywając w jej barwach ponad 500 spotkań. Po zakończeniu kariery zawodniczej 20 lutego 1982 przed ligowym meczem Resovii ze Stalą Stocznia Szczecin odbyła się oficjalna uroczystość jego pożegnania, wraz z wręczeniem pamiątkowego pucharu przez władze klubu.

## Sukcesy
- Złoty medal mistrzostw Polski juniorów: 1969 z MKS Zryw Sanok
- Złoty medal mistrzostw Polski: 1971, 1972, 1974, 1975 z Resovią
- Srebrny medal mistrzostw Polski: 1973 z Resovią
- Brązowy medal mistrzostw Polski: 1970, 1977 z Resovią
- Puchar Polski:1975 z Resovią
- Finał Pucharu Polski: 1974 z Resovią
- Finał Pucharu Europy: 1973 z Resovią
- Trzecie miejsce w Pucharze Zdobywców Pucharów: 1974 z Resovią